# 映画俳優組合
映画俳優組合（えいがはいゆうくみあい、英語：The Screen Actors Guild、略称：SAG）は、アメリカ合衆国にかつて存在した映画・テレビ俳優が加盟する労働組合。日本語では全米映画俳優組合、スクリーン・アクターズ・ギルドなどと記されることもある。組合員数は約12万人。SAGの綱領によると、包括的な労働契約を運用することにより、適正な報酬、福利厚生、労働環境を確保すること、組合員の出演する作品の利用に当たって報酬を確保すること、これらの作品の未承認使用から保護すること、組合員の労働機会の確保と拡大を図ること、が設立趣旨とされている。
SAGは1933年に、ハリウッド俳優が大手の映画製作会社から、不利な労働時間や休暇条件、制作会社側の一方的な自動更新を含む搾取的な多年契約を強要されつつあることを受けて、俳優側の条件改善を期するため設立された。
1995年から全米映画俳優組合賞（Screen Actors Guild Awards）という映画とテレビの賞を設けている。
2012年に米国テレビ・ラジオ芸能人組合と合併し、SAG-AFTRAとなった。

## 歴代の代表

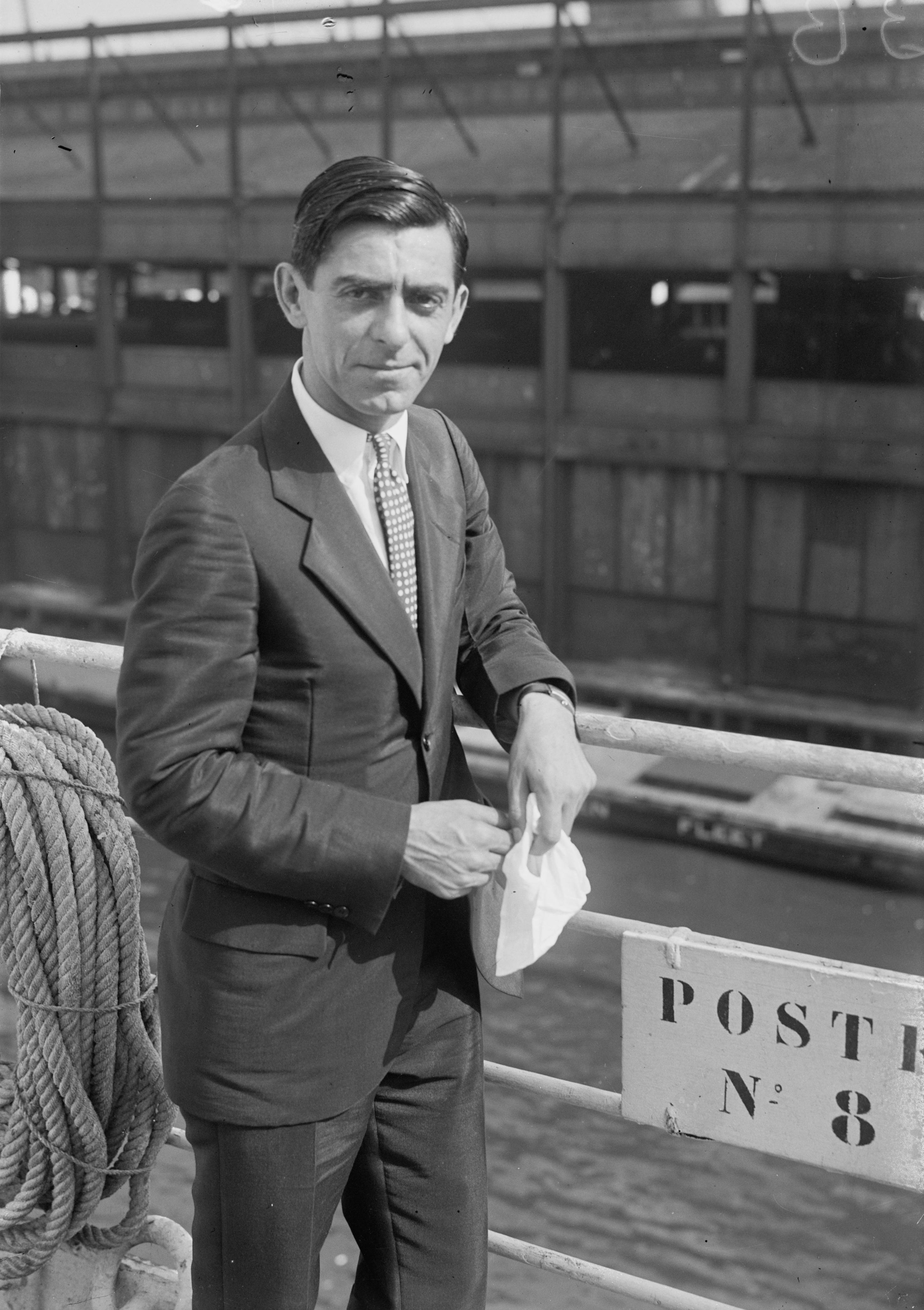
2代目代表のエディ・カンター

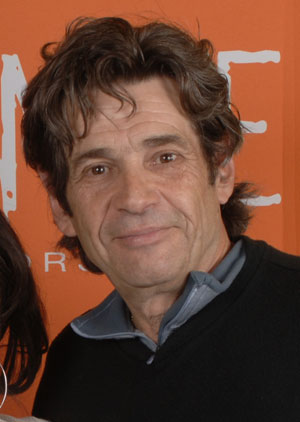
前代表のアラン・ローゼンバーグ

- （1933年、1938 - 1940年）ラルフ・モーガン（英語版）
- （1933年 - 1935年）エディ・カンター
- （1935年 - 1938年、1946年 - 1947年）ロバート・モンゴメリー
- （1940年 - 1942年）エドワード・アーノルド
- （1942年 - 1944年）ジェームズ・キャグニー
- （1944年 - 1946年）ジョージ・マーフィ
- （1947年 - 1952年、1959年 - 1960年）ロナルド・レーガン
- （1952年 - 1957年）ウォルター・ピジョン
- （1957年 - 1958年）レオン・エイムズ
- （1958年 - 1959年）ハワード・キール
- （1960年 - 1963年）ジョージ・チャンドラー（英語版）
- （1963年 - 1965年）ダナ・アンドリュース
- （1965年 - 1971年）チャールトン・ヘストン
- （1971年 - 1973年）ジョン・ギャヴィン
- （1973年 - 1975年）デニス・ウィーバー
- （1975年 - 1979年）キャサリーン・ノラン（英語版）
- （1979年 - 1981年）ウィリアム・シャラート
- （1981年 - 1985年）エドワード・アズナー
- （1985年 - 1988年）パティ・デューク
- （1988年 - 1995年）バリー・ゴードン（英語版）
- （1995年 - 1999年）リチャード・メイサー
- （1999年 - 2001年）ウィリアム・ダニエルズ
- （2001年 - 2005年）メリッサ・ギルバート
- （2005年 - 2009年）アラン・ローゼンバーグ
- （2009年 - 2012年）ケン・ハワード